# Histoire de l'Associazione Calcio Milan
L'Associazione Calcio Milan S.p.A. (Association de football de Milan) est un club de football italien fondé le 16 décembre 1899 sous le nom de Milan Foot-Ball and Cricket Club. 
C'est un des deux grands clubs de la capitale lombarde avec l'Inter Milan. Les « derbys » avec l'autre club milanais, appelés en Italie « Derby della Madonnina », sont toujours des matches de grande intensité, au cours desquels s'exacerbe la rivalité historique entre les deux clubs et leurs supporters. 
L'AC Milan détient avec le Club Atlético Boca Juniors le record mondial de titres internationaux, à savoir 18 trophées : 1 Coupe du monde des clubs, 3 Coupes intercontinentales, 7 Ligues des Champions, 5 Supercoupes de l'UEFA (record européen) et 2 Coupes d'Europe des vainqueurs de Coupe.
Sur le plan national, l'AC Milan a notamment remporté 19 titres de champion d'Italie, mais aussi 5 Coupes d'Italie et 7 Supercoupes d'Italie.

## Genèse du club (1899-1900)

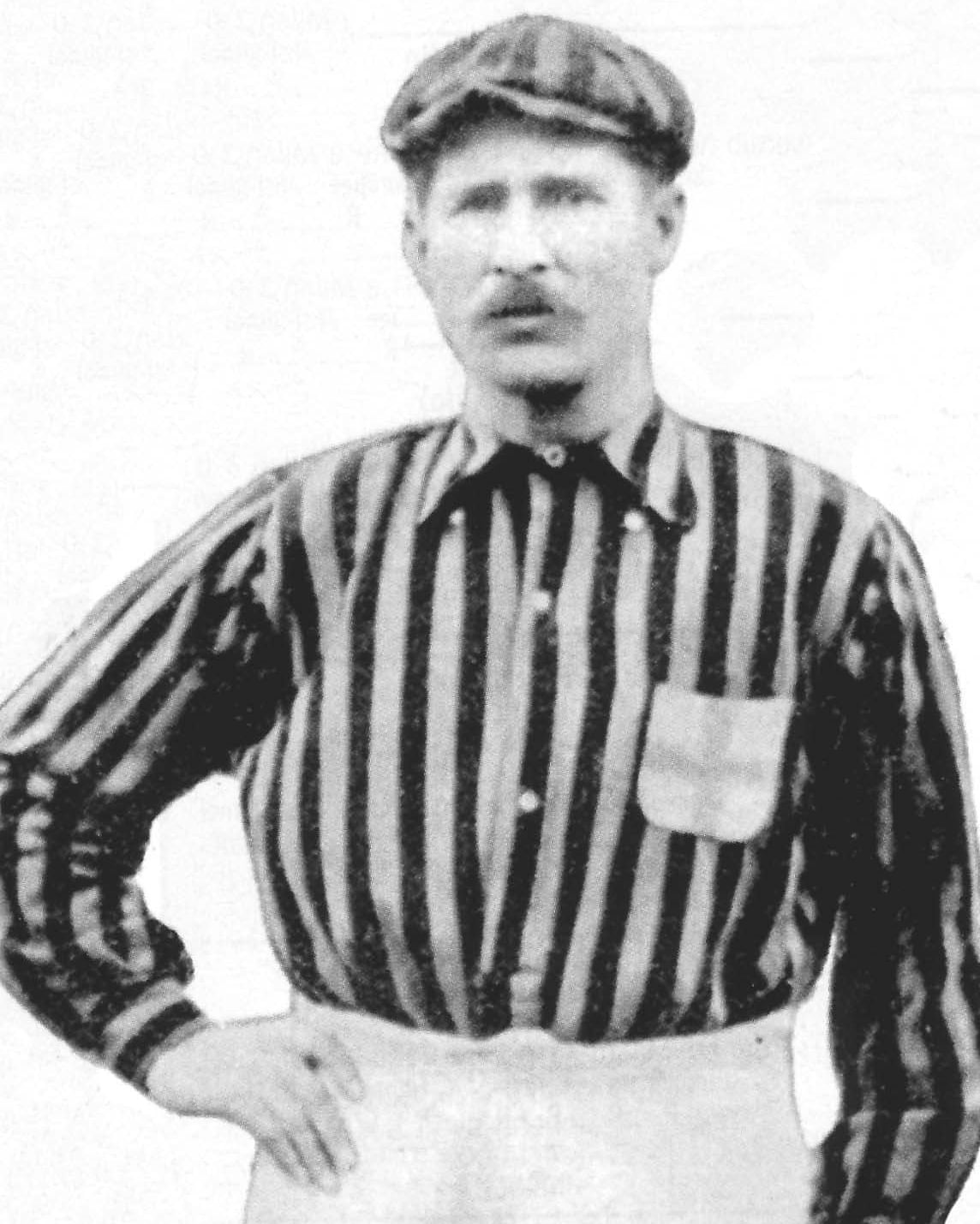
Herbert Kilpin, premier entraineur et premier capitaine du Milan AC.

À la fin du XIXe siècle, à Milan, le football était une affaire de la société anglaise qui fréquentait le bar américain du Corso Emanuele. Un groupe d'Anglais composé de Herbert Kilpin, un excentrique anglais, Allison, un agent de voyages, Samuel Richard Davies, un cordonnier, Edward Nathan & Alfred Edwards, deux industriels, ainsi que Penvhyn Llewellyn Neville, Kurt Lies, Henry Mildmay Saint John, Barnett et Hayes associé à des Italiens (Piero et Alberto Pirelli, Daniele et Francesco Angeloni, Guido Valerio, Antonio Dubini et Giulio Cederna) créèrent le Milan Cricket and Foot-Ball Club le 16 décembre 1899 à Milan. L'officialisation de sa fondation fut effectuée le 18 décembre dans le quotidien La Gazzetta dello Sport,. Edwards, vice-consul britannique à Milan devient le premier président du club. Le club comprend une section de cricket et une de football. Pour la section football, le maillot à rayures est immédiatement adopté en raison de la mode anglaise à cette époque, et comme la mascotte du club était un diable, les couleurs rouge et noir (Rossoneri) furent adoptées selon la volonté d'Herbert Kilpin, « le rouge pour rappeler le diable, le noir pour inspirer la peur » et « le Milan sera comme un incendie sous un ciel orageux ! »,. 
En janvier 1900, le club est affilié à la Fédération d'Italie de football. C'est à ce moment que l'équipe accroît sa popularité, et dispute en avril de la même année la Medaglia di Re (trophée disputé entre 1900 et 1902), gagné lors des trois éditions. En 1905, le club décida d'arrêter sa section cricket.

## Premiers titres (1901-1919)
Herbert Kilpin fut l'artisan des trois premiers scudetti du club (compétition créée en 1898) : 1901, 1906 et 1907. Kilpin vivait pour le Milan AC au point de se rendre à Gênes alors que son équipe disputait un match contre les Grasshoppers de Zurich, le soir de ses noces. 
En gagnant le titre de 1901, le Milan Cricket and Foot-Ball Club devient le premier club à mettre fin à la série de victoires du Genoa CFC qui avait gagné toutes les éditions précédentes depuis sa création. La renommée du Milan enregistrait un boom, recrutant ses supporters dans les couches populaires ainsi que dans l'avant-garde des intellectuels. 
Mais la croissance du Milan fut interrompue en 1908. La fédération italienne décida d'interdire la présence de joueurs étrangers dans le championnat d'Italie. La direction du Milan décida alors de ne pas s’inscrire au championnat la saison suivante. Mais cette position divisa le club puisque certains de ses dirigeants voulaient tout de même participer. À la suite de ce désaccord, 43 dissidents quittent le Milan et vont fonder l'Inter Milan, qui acceptera de faire jouer des joueurs étrangers (d'où son nom Internazionale),,. Le Milan, pour sa part, participera de nouveau au championnat la saison suivante en se pliant à la décision de la fédération italienne. Le Milan Cricket and Foot-Ball Club apparaît alors comme le club du centre-ville, populaire, tandis que l'Inter est plutôt le club de la bourgeoisie milanaise.
Cet épisode affaiblit fortement l'AC Milan qui ne remporta aucun titre pendant une longue période. En outre, l'Inter infligeait de cruelles défaites au Milan pourtant dirigé par Piero Pirelli, héritier du groupe pneumatique. 
En 1913, Renzo de Vecchi, la star du Milan, fut transféré au Genoa en contrepartie d'une somme de 24 000 lires (exorbitant pour l'époque), ouvrant ainsi l'ère du professionnalisme. Ainsi Milan fut-il à l'origine de nombreux mouvements (nombre d'étrangers, professionnalisme) qui sont toujours des sujets de controverse aujourd'hui.

## Années sombres et l'AC Milano (1919-1949)

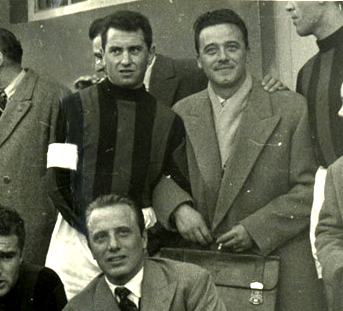
Andrea Bonomi (capitaine de l'époque), en compagnie de Ferdinando Valleti, dans les gradins du stade de l'AC Milan, durant la saison 1949/1950.

En 1919, le club change de dénomination, passant de Milan Football and Cricket Club à Milan Football Club, appellation qui se modifiera en 1936 en Milan Associazione Sportiva, première conséquence de la montée du fascisme et qui se complètera par une italianisation complète du nom de la société en 1939 en Associazione Calcio Milano. La désignation définitive et actuelle du club prit forme en 1945, conséquence de la fin de la Seconde Guerre mondiale, reprenant et revenant à son ancienne dénomination, créant ainsi l'Associazione Calcio Milan.
En 1926, le président de l'époque, Pirelli, décide de faire construire un stade à ses frais. Le Stadio San Siro est bâti en treize mois et pour 5 millions de lires. Pour l'inauguration du stade, le Milan est une nouvelle fois battu par le voisin et rival intériste (6-3) devant 35 000 spectateurs.

## Fabuleuses années 1950 avec Rizzoli et «Gre-No-Li» (1949-1961)

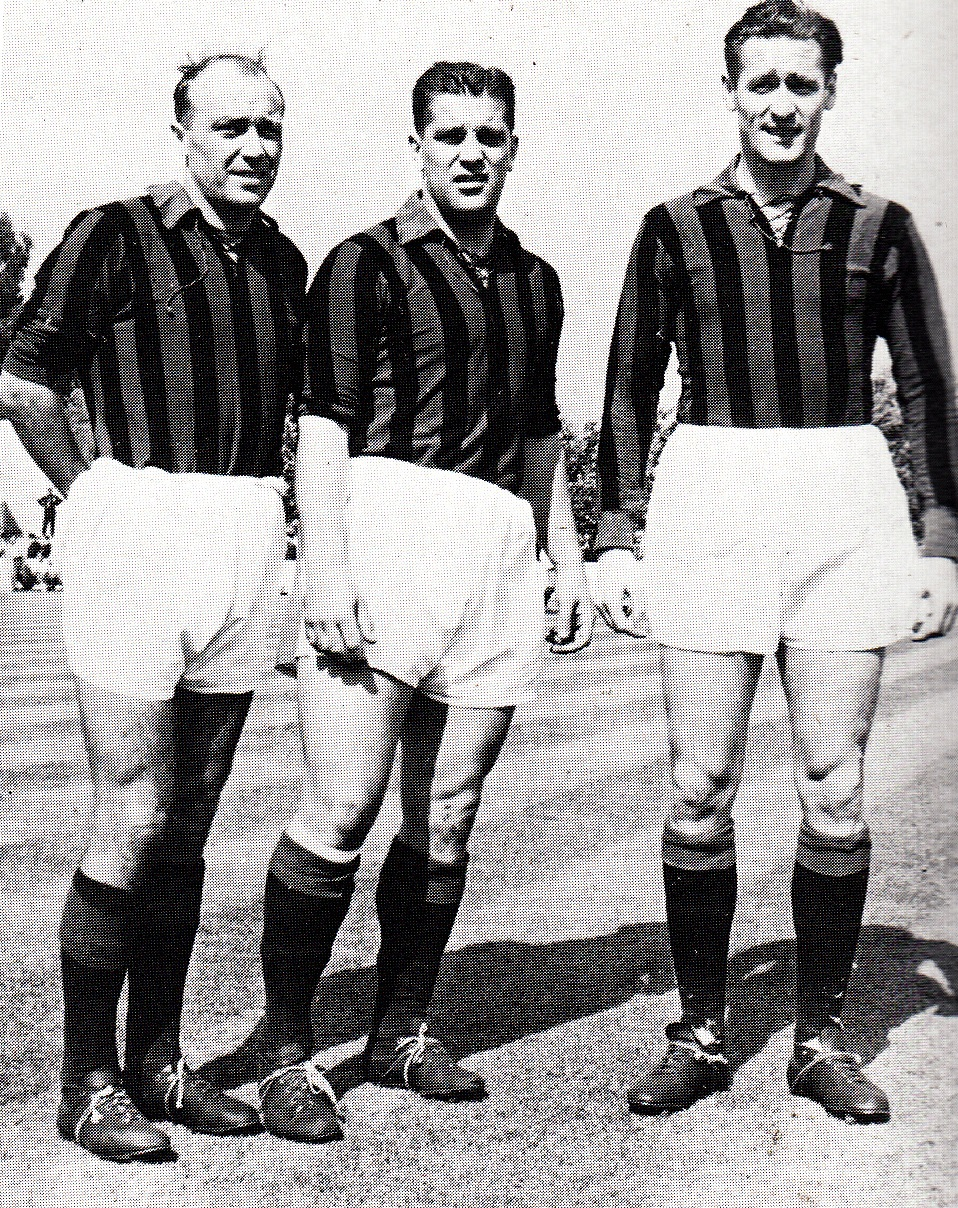
Gren, Nordahl et Liedholm, formant le trident magique : Gre-No-Li.

En 1951, l'AC Milan remporte le championnat après 44 ans sans le moindre titre et au nez et à la barbe de l'Inter. Les années 1950 constituent une période « dorée » pour le club qui s'appuie sur un trio offensif suédois : Gunnar Gren, Gunnar Nordahl et Nils Liedholm, surnommé Gre-No-Li, puis avec les arrivées de l'Uruguayen Juan Alberto Schiaffino (naturalisé italien par la suite) en 1954 et du suédois Kurt Hamrin en 1957. 
Après son titre en 1951, le club gagne à nouveau le championnat en 1955, 1957 et 1959, et remporte la Coupe Latine en 1951 et en 1956. De 1948 à 1957, le club termine chaque saison sur le podium en championnat, et réussit même l'exploit de s'imposer 7-1 face à la Juventus à Turin. Le club atteint par ailleurs la finale de la Coupe d'Europe des clubs champions en 1958, et est battu par le Real Madrid (3-2 a.p.) après avoir atteint les demi-finales en 1956. 
Tout commence après-guerre, lorsque le nouveau président Trabattoni décida de relancer le club en pariant sur la jeunesse. Mais en 1948, Trabattoni va réaliser par hasard le transfert qui va changer le Milan. En effet, le Milan voulait recruter Carl Aage Præst, la grande vedette danoise des Jeux olympiques de Londres. Mais ce dernier déclina l'offre. Les rossoneri se tournèrent alors vers Ploeger, l'autre vedette danoise. Celui-ci débarqua en Italie à la Juve pour rejoindre son ami John Hansen. En compensation, Gianni Agnelli, le président de la Juve, aida le Milan à acquérir le Suédois Gunnar Nordahl. Avec son aide, Milan recruta alors les deux autres Suédois au talent confirmé : Nils Liedholm et Gunnar Gren. Nordahl était l'avant-centre du trio. Il marqua 210 buts en 257 rencontres. Gren alimentait Nordahl par la droite et Liedholm complétait ce trio en tant qu'inter gauche. 

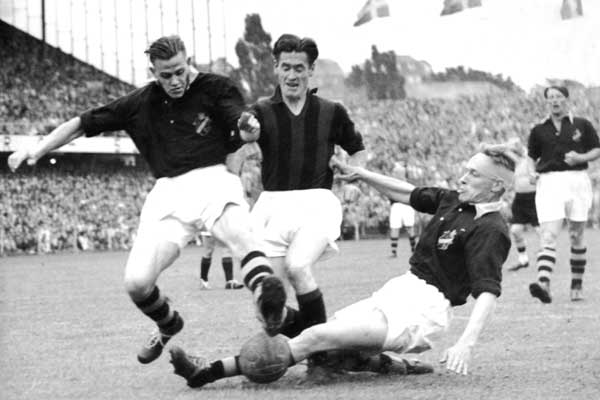
Nils Liedholm arrêté par Lennart Karlsson et Ivan Bodin.

Le nouveau président Rizzoli continua le travail de Trabattoni. Pour renforcer l'équipe et pallier le départ de Gren, Rizzoli voulait le meilleur milieu des années 1950, Alfredo Di Stéfano. Face au refus du Real Madrid, Rizzoli va chercher un milieu de terrain en Uruguay au Peñarol, Juan Alberto Schiaffino, héros de la Coupe du monde 1950 pour 50 millions de lires. Outre ses exploits sur le terrain, Juan Alberto Schiaffino était un véritable leader en dehors de l'aire de jeu. Rizzoli et Schiaffino avait établi un climat fondé sur une compréhension mutuelle, ce qui pour l'époque était une révolution. 
Rizzoli n'était pas un président-supporter. C'était avant-tout un homme d'affaires avisé, un gestionnaire. En 1960, le centre d'entrainement de Milanello est construit. Avant de céder sa place au début des années 1960, Rizzoli acheta de nombreux joueurs afin de ramener le scudetto. Il engagea Cesare Maldini, Dino Sani, José Altafini et le jeune meneur d'Alessandria, Gianni Rivera, qui formeront la base du grand Milan des années 1960.

## Deux ères de Nereo Rocco et triomphes internationaux (1961-1979)
En 1962, l'AC Milan remporte le championnat sous la houlette de son entraîneur Nereo Rocco et compte dans son effectif le futur Ballon d'or de l'année 1969, Gianni Rivera. Ce dernier plaisait au manager de l'époque mais pas à l'entraineur Nereo Rocco. Amplifié par la presse, cette polémique eut pour effet d'installer le nom de Gianni dans le cœur des supporters. Surtout, ce Lombard deviendra la star de l'équipe grâce à son élégance peu commune et à sa vision exceptionnelle. Il fit sauter le verrou des défenses adverses, adeptes du Catenaccio, lors de ses 527 matchs sous le maillot rossonero. Le Milan vécut dans les remous de la gloire de Gianni Rivera. Il n'avait pas vingt ans quand il gagna la coupe d'Europe le 22 mai 1963 aux dépens de SL Benfica. En effet, en 1963 le club conquiert pour la première fois la Coupe d'Europe des clubs champions au Wembley Stadium contre le SL Benfica d'Eusebio 2-1 mais s'incline en Coupe intercontinentale contre le Santos FC de Pelé lors du match d'appui. 
Six ans plus tard et après la domination de l'Inter Milan d'Helenio Herrera durant cette période, la fin des années 1960 et le début des années 1970 vont marquer l'apogée du Milan. Ce retour au premier plan va coïncider avec le retour sur le banc de l'entraineur Nereo Rocco. En 1967, le Milan va enfin remporter la coupe d'Italie. Dans le sillage de ce succès, l'AC Milan s'impose dans le championnat en 1968 grâce à son buteur Pierino Prati et le retour de Kurt Hamrin et en Coupe des vainqueurs de Coupe contre Hambourg SV (2-0) devant 53 000 personnes, puis en 1969 sa seconde Coupe d'Europe des clubs champions contre l'Ajax Amsterdam de Johan Cruyff à Madrid 4-1 et sa première Coupe intercontinentale contre les argentins d'Estudiantes de La Plata. 
Ce merveilleux cycle se poursuivra par deux Coupes d'Italie en 1972 et 1973. En 1973, il remporte également une autre coupe des coupes contre Leeds United et atteint la finale en 1974 de cette même compétition, qu'il perd contre le FC Magdebourg. La victoire de 1973 eut un goût amer. La finale face à Leeds United fut difficile (terrain impraticable, jeu dur). Le dimanche suivant la finale, lorsqu'il fallut conserver le point d'avance que le Milan détenait face à la Juve pour obtenir le titre de champions, les joueurs furent trop fatigués et perdirent face à Vérone, 5 buts à 3. Le titre s'envola finalement dans le Piémont. 
En 1977, le Milan remporte sa quatrième Coupe d'Italie. Le 6 mai 1979, le club remporte son dixième scudetto qui lui permet de placer une étoile sur le maillot (symbolisant dix titres de championnats), pour l'ultime saison de Gianni Rivera. L'entraîneur était l'ancienne gloire du club Nils Liedholm. Le club remporta ce titre devant Pérouse, pourtant invaincu lors de cette saison. Par ailleurs il s'agissait du premier titre de la future star Franco Baresi. Le 13 mai 1979, Gianni Rivera, le « Golden Boy » milanais, décida de mettre un terme à sa carrière. Il fut nommé vice-président du club. Après cette perte le Milan connaîtra des heures plus sombres.

## Rétrogradations en Série B et problèmes financiers (1979-1983)
Le club est relégué en Série B. La majorité des joueurs quittent le club. L'équipe remporte la Série B l'année suivante. La nouvelle saison commence bien avec une victoire en Coupe Mitropa. Les rossoneri terminent cependant quatorzième du championnat et sont donc relégué en série B. Giuseppe Farina prend alors la présidence du club, et l'AC Milan remporte de nouveau la Série B en 1983. Pendant cette période, l'équipe s'appuie sur de jeunes joueurs tels que Mauro Tassotti, Alberigo Evani et leur capitaine de 22 ans Franco Baresi mais renoue également avec ses racines en recrutant des joueurs anglais (la fédération italienne ayant rouvert les portes du championnat aux joueurs étrangers en 1981). Mais la rigueur du championnat italien ne permettra pas, entre autres, à l'écossais Joe Jordan ou à l'anglais Luther Blissett de réussir. Sur le plan financier, le club connaît de graves problèmes au point de se trouver au bord du dépôt de bilan en 1985.

## Avènement de Berlusconi et lesImmortalide Sacchi (1986-1991)

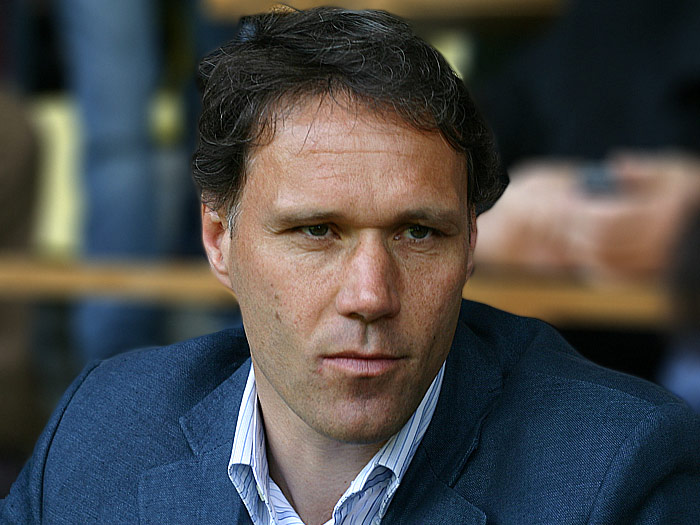
Marco van Basten.

Le 20 février 1986, le club est racheté par l'homme d'affaires italien, Silvio Berlusconi, qui souhaite en faire un grand club européen. Les premiers temps de sa présidence sont marqués par un profond désaccord avec Rivera qui conduit ce dernier à la démission. Propriétaire d'un vaste empire, Berlusconi n'est pas devenu par hasard président du Milan, mais par amour du football[réf. nécessaire]. Un amour juvénile que lui avait transmis son père, Luigi, qui l'emmenait souvent à San Siro. Sous sa tutelle, les structures de Milanello, héritées des années 1960 deviennent celles d'un centre ultra-sophistiqué. Il informatise la vente des billets, réévalue tous les salaires, investit plus de 100 milliards de lires et fait de Franco Baresi, le capitaine des années noires, le leader de la refondation du Milan AC. Il enrôle Daniele Massaro ou Roberto Donadoni et un an plus tard décide de nommer un entraîneur alors inconnu, Arrigo Sacchi, qui va marquer de son empreinte le club et révolutionner le jeu. Pour poursuivre la reconstruction de l'équipe, il recrute, en 1987, Ruud Gullit qu'il présente comme un joueur bien meilleur que Diego Maradona. Ce transfert annonce les suivants : Marco van Basten et Frank Rijkaard. Le club finit par renaître de ses cendres.

En 1988, le club remporte le championnat devant le Naples de Maradona en se basant sur une équipe solide, tout d'abord une défense composée du capitaine Franco Baresi, de Paolo Maldini, de Mauro Tassotti et d'Alessandro Costacurta, d'un milieu composé de Roberto Donadoni, d'Angelo Colombo et de Carlo Ancelotti et d'une attaque à trois avec Paolo Virdis et les deux Néerlandais Marco van Basten et Ruud Gullit. Une fois lancé, le Milan ne va plus s'arrêter. En 1989 et 1990, les Rossoneri vont s'imposer dans les plus grandes compétitions. 
En 1989, avec le renfort du Néerlandais Frank Rijkaard, l'AC Milan redevient champion d'Europe contre le Steaua Bucarest en s'imposant 4-0, après avoir battu le Real Madrid 5-0 en demi-finale retour à San Siro. Par la suite, l'équipe s'impose en Supercoupe d'Europe et en Coupe intercontinentale. En 1990, le club réalise la même performance en conservant la Coupe d'Europe contre le Benfica Lisbonne (1-0), la Supercoupe d'Europe et la Coupe intercontinentale.

## LesInvincibilide Capello (1991-1996)

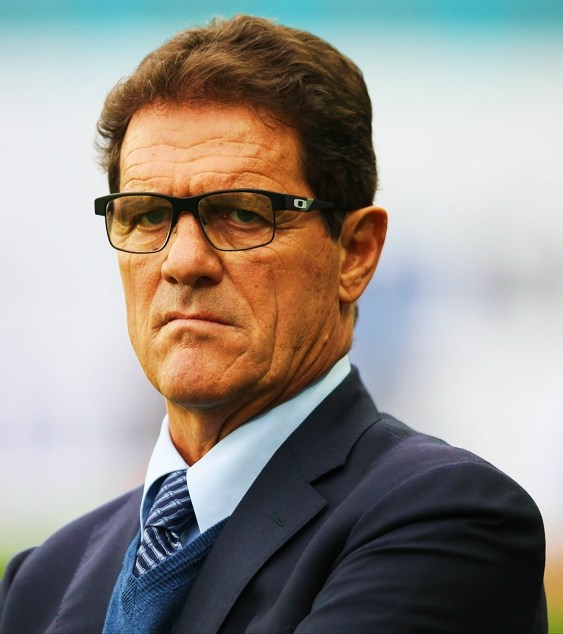
Fabio Capello, un des grands artisans de ce Milan invincible.

Essentiellement tourné vers le but adverse, le Milan va résolument de l'avant ce qui lui vaut pas mal d'inimitiés. Les collaborateurs et les proches de Silvio Berlusconi sont eux-mêmes surpris par ses options, ses choix, sa vision planétaire. Désirant anticiper sur le football de l'an 2000 qu'il imagine semblable au sport-spectacle américain, Berlusconi annonce la nécessité de créer un championnat mondial des clubs et recrute déjà, malgré les restrictions de l'époque, de nombreux étrangers tels que Dejan Savicevic, Jean-Pierre Papin, Zvonimir Boban… Si l'équipe est souvent comparée à la dream team du début de cette décennie, cette concentration de talent nuit au climat de l'équipe. En 1991, le club ne remporte aucun titre, et est éliminé en coupe d'Europe par l'Olympique de Marseille. Arrigo Sacchi est remplacé par Fabio Capello. Sous les ordres de Capello, les trophées s'accumulent : Championnat en 1992, 1993, 1994 et 1996, Coupe des champions en 1994, super coupe d'Italie en 1992, 1993 et 1994, Supercoupe d'Europe en 1995. En 1993, le Milan s'incline face à Marseille en finale de la Ligue des champions (ex-coupe d'Europe des clubs champions). Silvio Berlusconi annonce alors à TF1 que la défaite est dure mais que Milan sera en finale l'année suivante. Malgré les départs de Franck Rijkaard et Ruud Gullit, sans oublier la blessure de Marco van Basten, mais avec le renfort de Marcel Desailly, les Rossoneri reviennent bien en finale face au FC Barcelone, qui est alors composé de Romário et de Hristo Stoichkov. Alors que les pronostics sont en faveur du club catalan, qui développe sous la houlette de Johan Cruyff un jeu d'attaque et spectaculaire, à l'opposé du jeu défensif de Capello, l'AC Milan l'emporte par un score de 4-0 à Athènes.

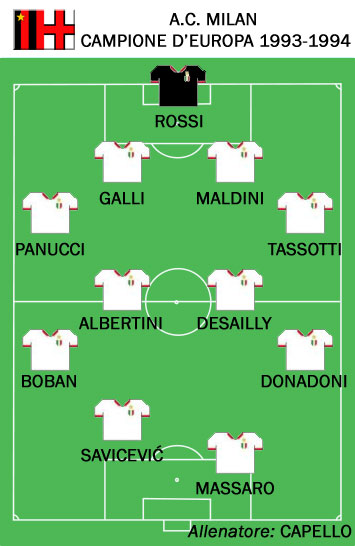
L'Équipe de la Finale de la ligue des champions 1993-1994

En 1995, le club perd en finale de la Ligue des champions contre l'Ajax Amsterdam (1-0, but de Kluivert) et ne remporte aucun titre. En 1996, le club renoue avec le succès et s'impose en championnat d'Italie pour la quinzième fois, comptant dans ses rangs le premier Ballon d'or africain George Weah (venu du Paris SG) et le Ballon d'or 1993 Roberto Baggio. Toutefois, en quart-de-finale de la coupe de l'UEFA (seul trophée que l'AC Milan n'a pas encore gagné), le club est surpris par les Girondins de Bordeaux de Zinédine Zidane, Christophe Dugarry et Bixente Lizarazu, battu 3-0 au retour alors que Milan avait gagné 2-0 à domicile à l'aller ; contre-performance d'autant plus grande que le Milan alignait ce soir-là des joueurs tels que Paolo Maldini, Marcel Desailly, Franco Baresi, George Weah, alors Ballon d'or en titre, ou encore Roberto Baggio, lui aussi Ballon d'or trois années plus tôt.

## Tabárez et le retour de Sacchi et Capello: la crise (1996-1998)
La fin de la décennie est devenue plus difficile pour le Milan. Lors de l'intersaison, le club se sépare de Fabio Capello qui rejoint le Real Madrid. Les rapports entre Silvio Berlusconi et les joueurs deviennent de plus en plus conflictuels : pour des questions politiques avec Gullit ; pour des questions esthétiques avec Dugarry et Ba. Certains s'acclimatent mal (Kluivert, Davids). Rares sont les stars étrangères qui parviennent à s'imposer. Franco Baresi arrête sa carrière. Le trio néerlandais n'est plus là. Les piliers (Desailly, Maldini, Costacurta) vieillissent. 
Entre 1996 et 1998, après une ère de dix années de domination sur le plan national comme sur le plan international, le Milan connait deux saisons disparates de désillusion, par l'échec des choix techniques et des achats hasardeux signe indéniable de la fin d'un cycle, illustré notamment par une 11e place et 10e place, respectivement lors des périodes 1996/1997 et 1997/1998 et une brusque élimination en Ligue des champions durant la saison 1996/1997, ce qui incite la direction de la société à un changement radical et à concevoir la refondation presque totale de l'équipe.
Durant l'été 1996, Milan confie la gestion technique à l'entraineur uruguayen, Óscar Tabárez, alors accueillie avec un certain scepticisme de la presse et des supporters. Les nouvelles acquisitions — Christophe Dugarry, Edgar Davids, Michael Reiziger, Pietro Vierchowod, Jesper Blomqvist (à partir de janvier) et le gardien Angelo Pagotto — se greffent à un effectif fiable et confirmé, constitué en les présences de Franco Baresi, Dejan Savićević, Roberto Baggio, Mauro Tassotti, Sebastiano Rossi, Zvonimir Boban, George Weah, Paolo Maldini, Demetrio Albertini, Marco Simone, Alessandro Costacurta et Marcel Desailly, qui avaient été en partie l'équipe composante du titre de champion d'Italie de la saison écoulée.
L'ossature globale reste en grande partie inchangée par rapport à l'année précédente, en témoigne notamment le peu de départ et une unique cession majeure, celle de la bandiera Roberto Donadoni, pour les Américains des New York Red Bulls.
Bien que le club présente encore un effectif riche en grands joueurs, après neuf saisons de succès ininterrompu, l'écurie lombarde connaît une période de déconvenue et de déception. Le début initial de la saison s'amorce mal, avec une première défaite face à l'AC Fiorentina (1-2), match comptant pour l'attribution de la Supercoupe d'Italie, l'entame de championnat et le bilan au bout des onze premières journées est famélique, conséquence, le 1er décembre 1996 et une défaite face au Piacenza Calcio (3-2) sonne le glas de l'aventure de Tabárez sur le banc milanais. Advient l'heure du retour d'Arrigo Sacchi, au sein du Milan AC à la suite de sa démission de sélectionneur de l'équipe nationale italienne, en remplacement du limogeage du technicien sud-américain.
L'avènement de l'Italien, cependant n'inversera pas pour autant la tendance négative. Quelques jours après sa réapparition à la tête de l'équipe, en vertu d'un retentissant revers à domicile face au Rosenborg BK (1-2), Sacchi est éliminé de la phase de groupes de la Ligue des champions, lors d'une confrontation directe et décisive pour la qualification, alors que les rossoneri n'avait besoin que du point du match nul, pour valider leur participation au prochain tour.
À la fin de cette saison, la faillite du club fut total, additionné à de multiples insuccès, comme en témoigne divers débâcles, notamment celle du 6 avril 1997, ayant lieu à San Siro, lors de l'affrontement contre la Juventus FC et son score fleuve (1-6). L'année se conclut sur une décevante 11e position, loin des places comptant pour l'entrée dans les compétitions européennes par une situation comptable de 11 victoires pour 13 défaites.

## Cycle de Zaccheroni (1998-2001)

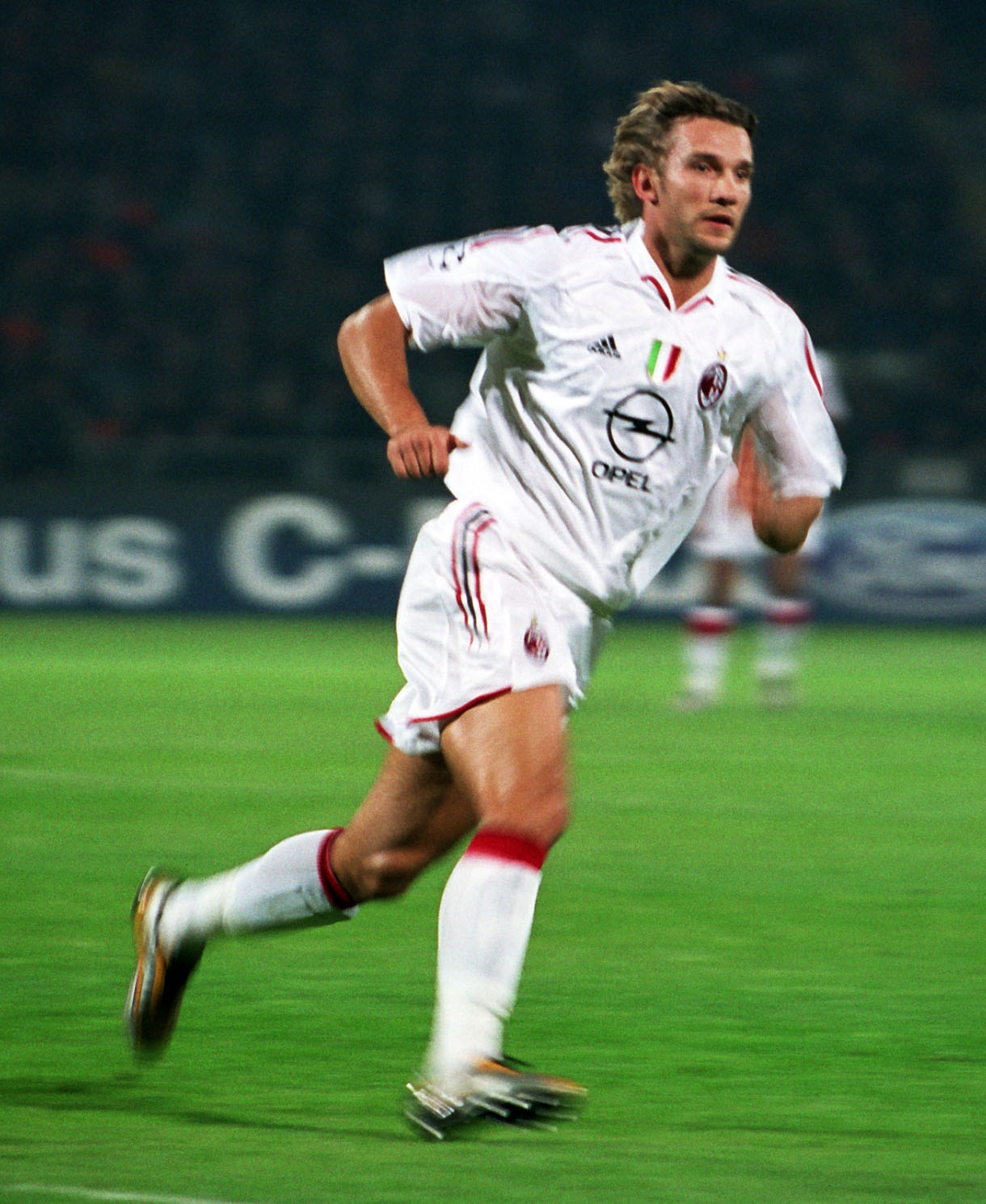
Andriy Shevchenko

En 1998, Alberto Zaccheroni (entraîneur venu d'Udinese Calcio), emmenant dans ses bagages le défenseur danois Helveg et l'attaquant allemand Oliver Bierhoff (récent meilleur buteur de la Série A), permet malgré tout de fêter dignement le centenaire du club qui remporte de nouveau un championnat. Durant cette saison, des jeunes joueurs vont émerger, à commencer par le gardien de 21 ans Christian Abbiati.
En 1999, l'Ukrainien Andriy Shevchenko arrive au club et remporte le titre de meilleur buteur du championnat d'Italie, l'équipe voit également les arrivées de Gennaro Gattuso et de Serginho.

## LesMeraviglioside Ancelotti (2001-2009)

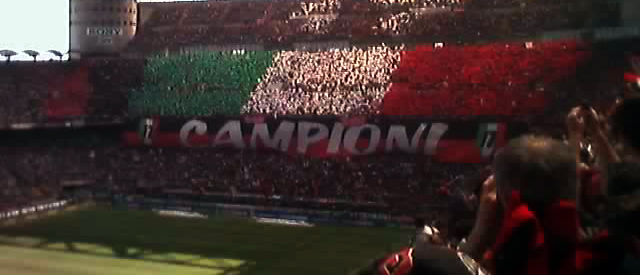
San Siro lors du titre en 2004.

C'est à partir de l'arrivée de l'entraîneur Carlo Ancelotti en 2001, et des joueurs comme Rui Costa, Andrea Pirlo, Clarence Seedorf et Filippo Inzaghi dans l'effectif entre 2001 et 2002, que le club espère un renouveau. En 2003, le club parvient en finale de la Ligue des champions contre la Juventus FC et l'emporte aux tirs au but. L'équipe remporte également la coupe d'Italie et la supercoupe d'Europe.
En 2004, le club remporte le 17e championnat de son histoire, avec une équipe renforcée en début de saison par les arrivées de la révélation de la coupe du monde 2002 Kaká, et de l'expérimenté Cafu. En 2005, le club atteint la finale de la Ligue des champions. Une finale qui rentrera dans l'histoire de cette compétition, puisque menant 3-0 contre Liverpool FC à la mi-temps, l'AC Milan est rejoint à 3-3 à la fin du match et finit par s'incliner lors de la séance de tirs au but. 

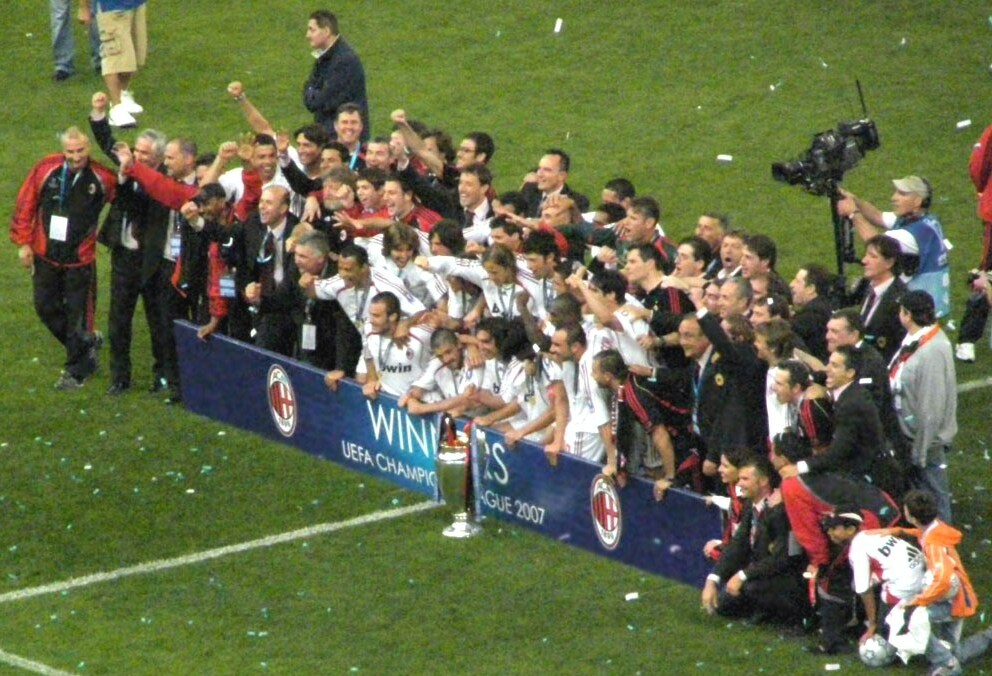
Célébration des joueurs lors de la victoire finale en Ligue des champions à Athènes en 2007.

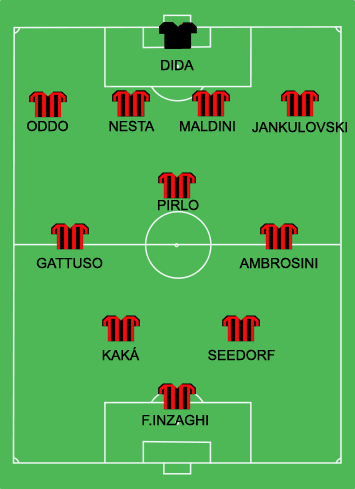
Formation lors de la victoire finale en Ligue des champions à Athènes en 2007

En été 2006, avec le Calciopoli, un premier verdict pénalise le club lombard d'un retrait de 44 points pour la saison 2005/2006, ce qui ne lui donne plus la possibilité de jouer la ligue des champions la saison suivante. Le verdict donne néanmoins la possibilité au Milan de jouer en Série A contrairement aux trois autres protagonistes du scandale tous relégués en division inférieure (Juventus, Fiorentina, Lazio), mais avec un handicap de 15 points. Finalement, en appel, la cour fédérale condamne les Milanais à 30 points de pénalité pour la saison 2005/2006, ce qui fait terminer le Milan à la troisième place du championnat et lui permet donc de participer au tour préliminaire de la Ligue des champions 2006/2007, et réduit la peine de 15 à 8 points pour cette nouvelle saison. Ce même été, le récent ballon d'or Andriy Shevchenko quitte le club pour Chelsea FC contre 45M€. Le Milan connaîtra un début de saison difficile en Série A et se retrouve 15e avec 9 matchs sans victoires. Il finira quand même à la 4e place au classement final, grâce notamment à l'arrivée d'Il Fenomeno Ronaldo lors du mercato d'hiver. 
C'est surtout en Ligue des champions que le club se distingue cette saison, en remportant la septième de son histoire. Un Kakà époustouflant mènera le club jusqu'en finale, où il prendra sa revanche sur Liverpool FC en gagnant 2-1 (doublé d'Inzaghi) dans le stade olympique d'Athènes. Le Milan AC fut surnommé en France les Stratosphériques en surenchère du surnom du Real Madrid, les galactiques.
Fin 2007, le Milan remporte brillamment la Coupe du monde des clubs à Tokyo et devient le premier club européen à gagner cette compétition, il s'agit là aussi d'une revanche (4-2) sur le Boca Juniors qui l'avait battu en Coupe intercontinentale en 2003. En janvier 2008, bien que le jeune Pato soit enfin autorisé à faire ses débuts avec le club, l'élément clé en attaque, Ronaldo, se blesse grièvement, et cela va s'en ressentir sur les performances du Milan puisque le club enchaîne les contre-performances en se faisant éliminer dès les huitièmes de finale de la Ligue des champions, et en terminant 5e du Calcio. À peine un an après l'avoir gagné, le club quitte la plus prestigieuse des compétitions européennes pour ne jouer que la Coupe UEFA.
Pour pallier son plus gros problème de la saison écoulée, la profondeur du banc, l'équipe réalise un mercato important : Ronaldinho arrive en star du Barcelone, accompagné par Gianluca Zambrotta, Mathieu Flamini et Philippe Senderos d'Arsenal, Luca Antonini et Marco Borriello reviennent de leur copropriété, et enfin Christian Abbiati est rappelé de son prêt pour devenir le nouveau gardien titulaire en place d'un Dida désastreux la saison passée. Et dernier transfert mais non des moindres, le club voit le retour de son meilleur buteur lors des 50 dernières années : Andriy Shevchenko, prêté par Chelsea. Le Milan termine 3e du championnat à 10 points de l'Inter et à égalité avec la Juventus, et retrouvra donc la Ligue des champions lors de la saison suivante. En coupe de l'UEFA, bien qu'étant le favori de la compétition, le club est éliminé dès les 16e de finale par le futur finaliste, le Werder de Brême. Avec un bilan mitigé, la saison 2008/2009 marque surtout la fin de l'ère de gloire du club, en mettant en évidence une équipe qui commence à s'essouffler après avoir conquis les sommets européens.

## Leonardo, une succession difficile (2009-2010)
Cette saison 2008-2009 se clôt sur plusieurs départs importants : Paolo Maldini, monument du club, tire sa révérence et met un terme à une carrière de près de vingt-cinq années riches de succès et de titres. Carlo Ancelotti, entraîneur emblématique à l'origine des deux dernières ligues des champions, part entraîner Chelsea. C'est enfin et surtout Kaká, qui va laisser un vide en signant au Real Madrid pour un montant record de 65,5M€. Même Yoann Gourcuff, qui pourtant pouvait prétendre prendre la relève à ce poste est vendu aux Girondins de Bordeaux.

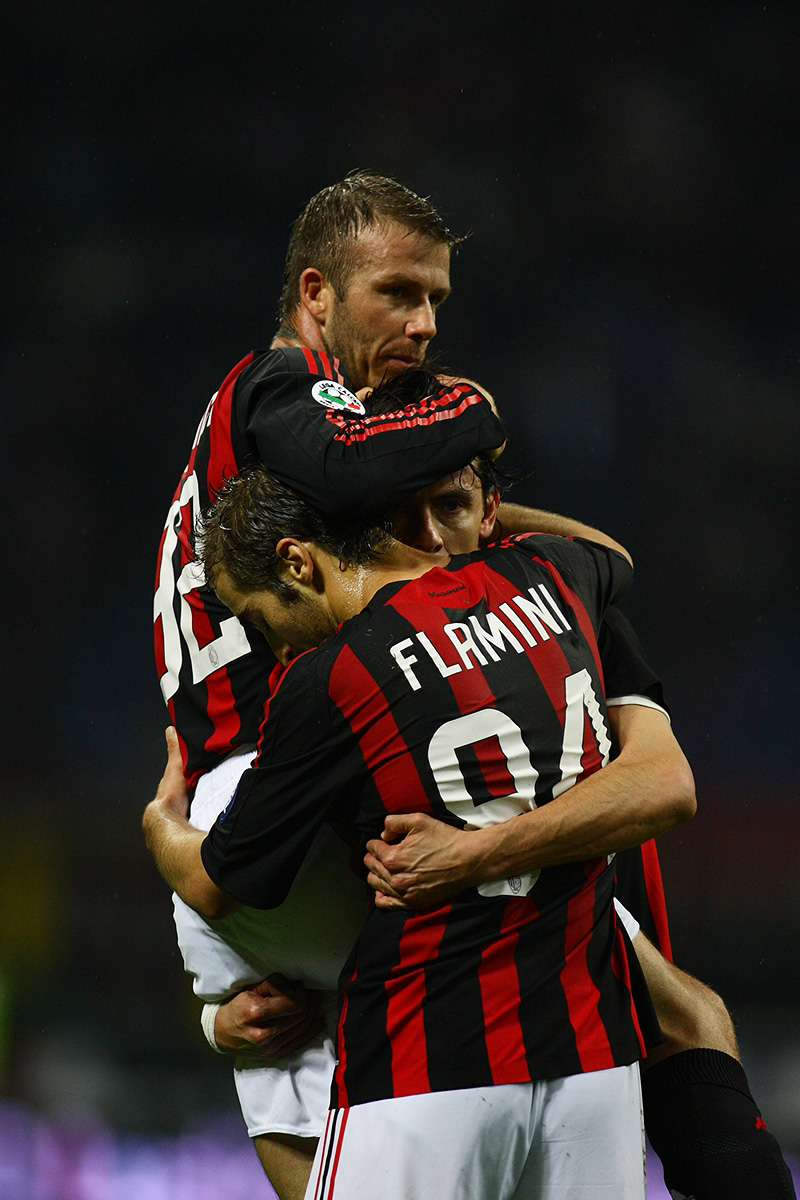
David Beckham, Mathieu Flamini et Filippo Inzaghi

Leonardo, ancien grand meneur de jeu du club et de la seleção, quitte son poste de directeur sportif et tente l'aventure de prendre en main les rossonerri. Arrive comme recrue phare le goleador batave Klaas-Jan Huntelaar jusque-là en difficulté au Real Madrid. Le club récupère également Massimo Oddo et le joueur formé au club Ignazio Abate pour suppléer un côté droit qui manque de prétendants.
Cette transition et ce renouveau au sein du club lombard vont vite être ternis par une préparation d'avant-saison et une entame de championnat compliquée, illustrée notamment par une 12e place au soir de la septième journée de Série A et de nombreuses contre-performances. Crise de jeu, crise de confiance, l'entraîneur est plus que jamais sur la sellette, et la presse fustige la politique du club.
Cette situation s'améliore néanmoins après une victoire clé contre la Roma. L'efficacité offensive est retrouvée, notamment grâce au retour en forme du Brésilien Ronaldinho sur les ailes, motivé par la perspective de jouer en coupe du monde, et d'un duo offensif complémentaire devant lui: Alexandre Pato, et Marco Borriello dans le rôle de pivot après son regain de forme et sans oublier le joker Klaas-Jan Huntelaar. La tactique de jeu mise en place s'inspire du Brésil de Telê Santana, fondée sur un offensif et audacieux 4-3-3 ou 4-2-1-3.
La défense redevient imperméable, grâce notamment à la charnière centrale Nesta - Thiago Silva, mélange d'expérience et de talent et d'un solide milieu de terrain sous l'impulsion de son capitaine, l'inépuisable Massimo Ambrosini, de l'arrivée importante de David Beckham pour la seconde partie de la saison, et enfin du retour en forme des autres cadres de cette équipe, notamment Clarence Seedorf et Andrea Pirlo. Le Milan finira quand même par remonter au classement et sera classé troisième au terme de cette Série A 2010 éprouvante.

## L'instable Milan d'Allegri (2010-2014)

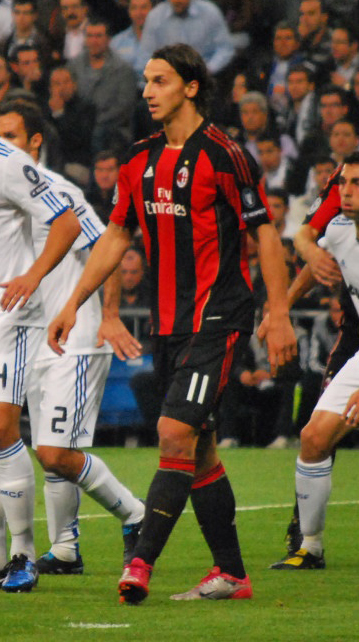
Zlatan Ibrahimović sous les couleurs du club.

Après le départ de Leonardo du banc milanais, l'entraîneur italien Massimiliano Allegri devient nouvel entraîneur. Le Milan frappera de manière inattendue deux grands coups en signant Zlatan Ibrahimović pour 24 M€ et Robinho pour 18 M€, dans les derniers jours du mercato d’été 2010. Le club recrute également le défenseur colombien Mario Yepes, le gardien italien Marco Amelia et le milieu de terrain ghanéen Kevin-Prince Boateng. Côté départs, il cède un symbole du club des dix années précédentes, Kakha Kaladze, en plus des attaquants Marco Borriello, et Klaas-Jan Huntelaar, auteur d'une saison médiocre.
Les arrivées en fanfare d'Ibrahimović et de Robinho complètent un secteur offensif contenant déjà dans ses rangs Pato, Inzaghi et Ronaldinho. Allegri prône alors une tactique en 4-2-4, tournée vers les « 4 Fantastiques », surnom de cette nouvelle attaque impressionnante. Or, les blessures de Pato, la baisse de régime de Ronaldinho et le déséquilibre flagrant entre la défense, le milieu et l'attaque auront raison de l'association de ces quatre joueurs.
En définitive, c'est finalement le trio Ibrahimović, Robinho et Boateng qui formera un bloc offensif complémentaire tout aussi inattendu qu'efficace. Boateng, qui confirme au plus haut niveau sa qualité de jeu qui en avait fait une des révélations de la dernière coupe du monde, devient vite la nouvelle idole des tifosi par sa grinta, sa polyvalence et sa grande technicité.
Le club commence bien cette saison 2010/2011, mais continuera malgré tout à se renforcer lors du mercato d'hiver où il sera particulièrement actif avec pas moins de quatre arrivées supplémentaires: le joli coup Antonio Cassano (profitant de son conflit avec la Sampdoria), celles des Néerlandais Urby Emanuelson et Mark van Bommel. Ronaldinho, de son côté quitte officiellement le club pour Flamengo au Brésil, après deux saisons et demie passée au sein du club. 
Tous ces recrutements porteront leurs fruits, puisque l'AC Milan est sacré champion d'automne le 9 janvier 2011, après un match nul épique face à l'Udinese (4-4), puis sera sacré champion d'Italie pour la 18e fois de son histoire le 7 mai suivant.
À l'intersaison, le champion en titre ne renforcera que sa défense, la meilleure en championnat cette année, profitant des fins de contrats de Taye Taiwo et Philippe Mexès pour les recruter. D'autre part, le très prometteur milieu offensif italo-égyptien Stephan El Shaarawy âgé de seulement 18 ans, est acheté au Genoa. Le fait le plus marquant de cet été sera sans aucun doute le départ d'un leader de l'équipe : victime de sa saison en demi-teinte, ponctuée d'une longue blessure, Andrea Pirlo, après dix ans de loyauté au club est laissé libre, ce qui fera les bonnes affaires de la Juventus. C'est d'ailleurs en grande partie grâce à lui que cette dernière sera sacrée championne de Serie A la saison suivante. Le Milan quant à lui, finira deuxième, au terme d'un championnat serré qui restera indécis jusqu'à l'avant-dernière journée.

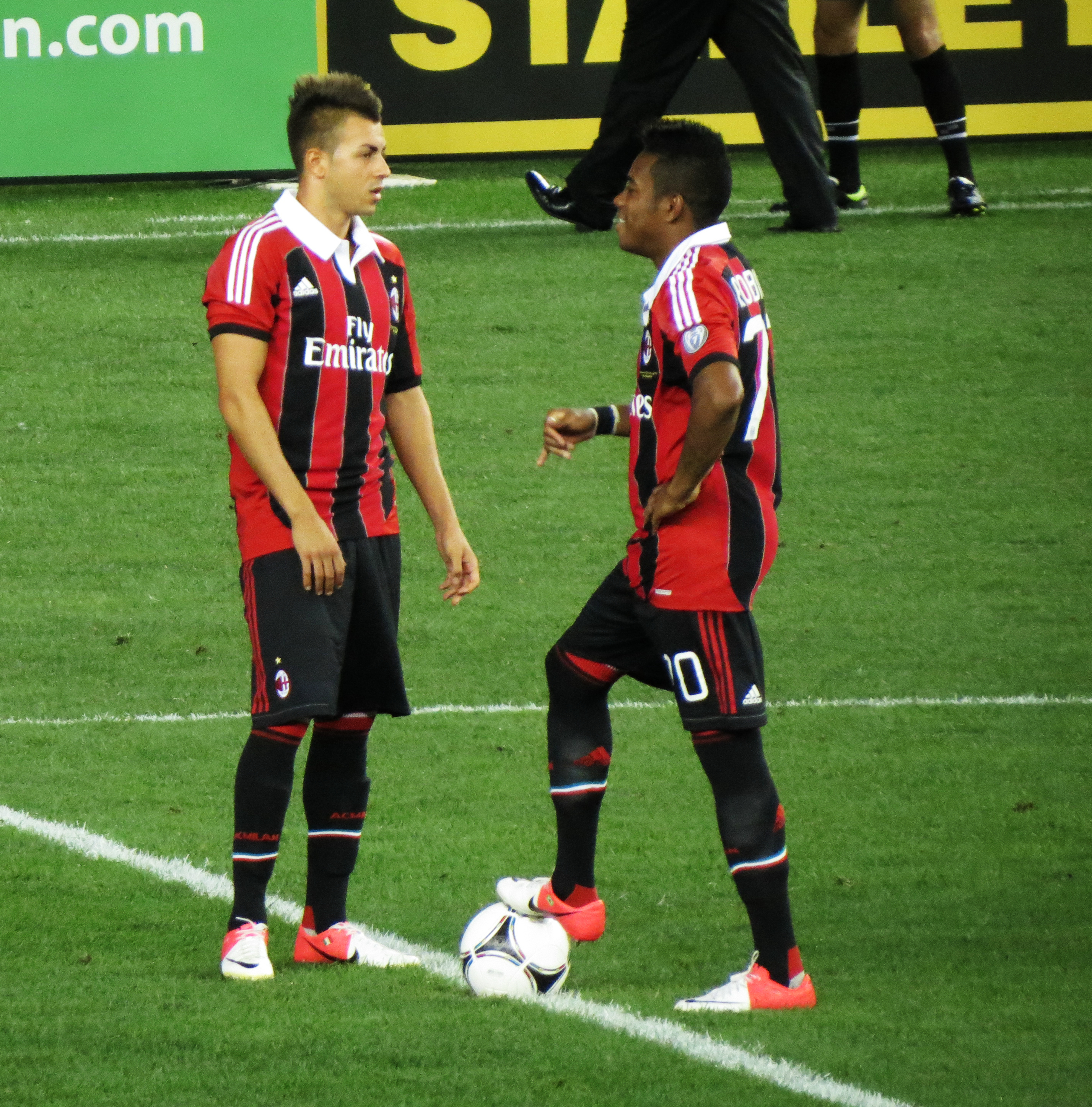
Stephan El Shaarawy grand espoir du club avec Robinho en 2012

La fin de cette saison 2011/2012, sera également la saison des adieux, ceux des vétérans qui ont marqué l'histoire des dix dernières années du Milan. Gennaro Gattuso, Filippo Inzaghi, Alessandro Nesta, et Clarence Seedorf feront tous leurs adieux aux nombreux tifosi venus les voir une dernière fois lors d'un dernier match de championnat.
En effet, cette saison marquera un tournant, non seulement le club se sépare de ses cadres, mais aussi de manière surprenante de leurs attaquants et défenseur vedettes, respectivement Zlatan Ibrahimović, Antonio Cassano et Thiago Silva, puis des joueurs vieillissants Van Bommel et Zambrotta ou des moins convaincants Taiwo et Aquilani.
L'équipe, totalement chamboulée doit se reconstruire, et le nouveau visage de l'AC Milan est désormais représenté par des joueurs comme Riccardo Montolivo, Cristián Zapata, Nigel de Jong, Giampaolo Pazzini ou encore Kevin Constant. La crise économique, ponctuée des prix de joueurs devenus irréalistes à la suite des folies dépensières de quelques clubs, ainsi que la loi du fair-play financier nouvellement instaurée par la FIFA auront finalement raison du club, obligé de recruter à moindres coûts. Aussi, inspiré par la réussite actuelle du FC Barcelone de l'époque qui est parvenu à former une équipe difficilement surmontable construite autour d'un noyau issu de son célèbre centre de formation la Masia, le Milan axe désormais sa politique vers les jeunes, en investissant davantage sur les centres de formation et de détection de talents avec la création du Milan Technical Center

, et sur de jeunes joueurs prometteurs tel que Mattia De Sciglio, Stephan El Shaarawy, Bojan Krkic ou M'Baye Niang.
Malgré un début de saisons laborieux, les premiers effets se font ressentir au fur et à mesure de la saison avec l'éclosion de l'attaquant El Shaarawy désormais surnommé Il Faraone à la suite de ses performances décisives au début du championnat, et aussi celle de De Sciglio qui aura fait des débuts remarquables à différents postes défensifs. Continuant sa phase de reconstruction et de transition, le Milan se décide lors du mercato hivernal de céder l'éternel espoir Alexandre Pato au SC Corinthians, après 5 saisons au club, conséquence de ses blessures récurrentes qui l'ont empêché d'exploiter son énorme potentiel. Pour combler cette perte, le club réussit à frapper un grand coup avec l'arrivée décisive de l'attaquant italien de la Nazionale, Mario Balotelli de Manchester City FC, plus en odeur de sainteté outre-manche du côté des Citizens à la suite de diverses frasques extra-sportives et d'un temps de jeu amoindri. Arrivée décisive car l'attaquant contribuera grandement (12 buts en 13 matchs) à la remontée au classement du club en seconde partie de saison jusqu'à une troisième place décrochée in extremis lors de la dernière journée, dernière place qualificative pour la ligue des champions en Série A.

## Années de transition (depuis 2014)
Malgré le recrutement de Kaká durant le mercato estival, les débuts de la saison 2013-2014 sont très difficiles, les mauvais résultats s'accumulent, Massimiliano Allegri est pointé du doigt par un grand nombre de supporters et voit son équipe classée à la 11e place du championnat à la mi-saison, soit son plus mauvais départ de saison depuis la saison 1981-1982. C'est donc après plusieurs complications au sein de la direction que Barbara Berlusconi se voit attribuer le rôle de vice-présidente aux côtés d'Adriano Galliani mais surtout d'administrateur délégué à la gestion administrative du club, lui permettant ainsi d'acheter Adil Rami, Keisuke Honda et Michael Essien durant le mercato hivernal, avant de voir Allegri se faire limoger par le conseil d'administration au profit de Clarence Seedorf, ancien joueur du club et fraîchement retraité. Cependant, le néerlandais ne fait guère mieux et termine la saison à la 8e place ne se qualifiant pas en coupe d'Europe, une première depuis la saison 1997-1998. Il se fait également éliminer en huitièmes de finale de Ligue des champions face à l'Atlético Madrid (0-1 ; 1-4).
La saison suivante, la direction limoge Clarence Seedorf et engage Filippo Inzaghi, ancien joueur emblématique du club et ex-entraîneur de la Primavera.